# Canton de Poix-de-Picardie
Le canton de Poix-de-Picardie est une circonscription électorale française située dans le département de la Somme et la région Hauts-de-France.

## Géographie
Ce canton est organisé autour de Poix-de-Picardie dans les arrondissements d'Abbeville et d'Amiens. Son altitude varie de 48 m à 216 m (Morvillers-Saint-Saturnin).

## Histoire
De 1833 à 1839, les cantons de Conty et de Poix avaient le même conseiller général. Le nombre de conseillers généraux était limité à 30 par département.

## Représentation

### Conseillers généraux de 1833 à 2015
| Période                                  | Période      | Identité                           | Étiquette   | Qualité                                                                                           |
| ---------------------------------------- | ------------ | ---------------------------------- | ----------- | ------------------------------------------------------------------------------------------------- |
| 1833                                     | 1858 (décès) | Charles Méhaye                     |             | Propriétaire et notaire, maire de Poix-de-Picardie                                                |
| 1859                                     | 1876 (décès) | Charles Méhaye (fils du précédent) |             | Ingénieur des Ponts et Chaussées                                                                  |
| 1876                                     | 1886         | Joseph d'Hardiviller               | Républicain | Notaire, maire de Poix-de-Picardie                                                                |
| 1886                                     | 1888         | Charles Jourdain de Thieulloy      | Droite      | Propriétaire, maire de Thieulloy-la-Ville                                                         |
| 1888                                     | 1919         | Louis Rameau (1848-1934)           | Républicain | Notaire, Maire de Poix Président du Conseil Général (1902-1919)                                   |
| 1919                                     | 1940         | Armand Jumel                       | URD         | Avocat à la Cour d'appel d'Amiens Conseiller municipal de Croixrault                              |
|                                          |              |                                    |             |                                                                                                   |
| 1945                                     | 1951         | Jules Delemotte                    | MRP         | Agriculteur Adjoint au maire de Poix Député (1946)                                                |
| 1951                                     | 1970         | Henri Rameau (fils de L.Rameau)    | RGR         | Notaire Faisant fonction de Maire de Poix-de-Picardie en 1944, ancien conseiller d'arrondissement |
| 1970                                     | 2008         | Pierre Daniel                      | CD puis DVD | Commerçant Maire de Poix-de-Picardie (1965 → 1995)                                                |
| 2008                                     | 2015         | Marc Dewaele                       | NC-UDI      | Agriculteur Maire de Lachapelle (2001-2014)                                                       |
| Les données manquantes sont à compléter. |              |                                    |             |                                                                                                   |

### Conseillers d'arrondissement (de 1833 à 1940)
| Période                                  | Période      | Identité                     | Étiquette | Qualité |
| ---------------------------------------- | ------------ | ---------------------------- | --------- | --- |
| Les données manquantes sont à compléter. |              |                              |           | |
| 1833                                     | 1842         | Adrien-Clément-Désiré Julien |           | Propriétaire cultivateur - Maire de Marlers                                                                 |
| 1842                                     | 1848         | Alexandre Claré (1811-1898)  |           | Propriétaire à Gauville, maire de Morvillers-Saint-Saturnin                                                 |
| 1848                                     | 1855         | Adrien-Clément-Désiré Julien |           | Propriétaire cultivateur - Maire de Marlers                                                                 |
|                                          |              |                              |           | |
| 1895                                     | 1919         | Valentin Mille               | RG        | Propriétaire agriculteur, adjoint au maire d'Équennes                                                       |
| 1919                                     | 1931 (décès) | Adonis Mérouze (1863-1931)   | RG        | Cultivateur, maire de Bergicourt (1896-1924)                                                                |
| 1931                                     | 1940         | Henri Rameau (1883-1974)     | RG        | Notaire, conseiller municipal de Poix                                                                       |
| 1940                                     |              |                              |           | Les conseils d'arrondissement ont été suspendus par la loi du 12 octobre 1940 et n'ont jamais été réactivés |

### Conseillers départementaux depuis 2015
| Période élective | Période élective | Mandat | Mandat   | Identité            | Nuance | Nuance | Qualité |
| ---------------- | ---------------- | ------ | -------- | ------------------- | ------ | ------ | --- |
| 2015             | 2021             | 2015   | 2021     | Isabelle de Waziers |        | LR     | Chercheuse INSERM Maire de Lignières-en-Vimeu (depuis 1995) Présidente de la Communauté de communes de la Région d'Oisemont (2014-2017) Vice-présidente de la Communauté de communes Somme-Sud-Ouest (depuis 2017) Vice-présidente du Conseil départemental de la Somme (depuis 2015) Ancienne conseillère générale du canton d'Oisemont (2014-2015) |
| 2015             | 2021             | 2015   | 2021     | Marc Dewaele        |        | DVD    | Agriculteur Maire de Lachapelle (2001-2014) |
| 2021             | 2028             | 2021   | en cours | Isabelle de Waziers |        | LR     | Chercheuse INSERM retraitée Maire de Lignières-en-Vimeu (depuis 1995) Vice-présidente de la Communauté de communes Somme-Sud-Ouest (depuis 2017) Vice-présidente du Conseil départemental de la Somme |
| 2021             | 2028             | 2021   | en cours | Jannick Lefeuvre    |        | UDI    | Ancien directeur d’école à Hornoy-le-Bourg Maire de Lafresguimont-Saint-Martin (depuis 2001) Vice-président de la CC Somme Sud-Ouest (depuis 2017) Ancien conseiller général du canton de Hornoy-le-Bourg (2008-2015) |

### Résultats détaillés

#### Élections de mars 2015
| Candidats            | Candidats            | Partis      | Partis      | Premier tour | Premier tour | Second tour | Second tour |
| Candidats            | Candidats            | Partis      | Partis      | Voix         | %            | Voix        | %           |
| -------------------- | -------------------- | ----------- | ----------- | ------------ | ------------ | ----------- | ----------- |
| 1                    | Isabelle de Waziers* |             | UMP         | 3 358        | 36,74        | 4 976       | 58,12       |
| 1                    | Marc Dewaele*        |             | UDI         | 3 358        | 36,74        | 4 976       | 58,12       |
| 2                    | Delphine Carpentier  |             | FN          | 3 294        | 36,04        | 3 585       | 41,88       |
| 2                    | José Luis Mateos     |             | FN          | 3 294        | 36,04        | 3 585       | 41,88       |
| 3                    | Rose-France Delaire  |             | DVG         | 2 488        | 27,22        |             |             |
| 3                    | Christophe Geraux    |             | PS          | 2 488        | 27,22        |             |             |
|                      |                      |             |             |              |              |             |             |
| Inscrits             | Inscrits             | Inscrits    | Inscrits    | 16 130       | 100,00       | 16 129      | 100,00      |
| Abstentions          | Abstentions          | Abstentions | Abstentions | 6 397        | 39,60        | 6 431       | 39,87       |
| Votants              | Votants              | Votants     | Votants     | 9 743        | 60,40        | 9 698       | 60,13       |
| Blancs               | Blancs               | Blancs      | Blancs      | 439          | 4,51         | 865         | 8,92        |
| Nuls                 | Nuls                 | Nuls        | Nuls        | 164          | 1,68         | 272         | 2,80        |
| Exprimés             | Exprimés             | Exprimés    | Exprimés    | 9 140        | 93,81        | 8 561       | 88,28       |
| * conseiller sortant |                      |             |             |              |              |             |             |

Marc Dewaele est DVD.

#### Élections de juin 2021
Le premier tour des élections départementales de 2021 est marqué par un très faible taux de participation (33,26 % au niveau national). Dans le canton de Poix-de-Picardie, ce taux de participation est de 42,96 % (6 910 votants sur 16 086 inscrits) contre 36,82 % au niveau départemental. À l'issue de ce premier tour, deux binômes sont en ballottage : Isabelle de Waziers et Jannick Lefeuvre (Union au centre et à droite, 51,69 %) et Christian Cornet et Sabine Maillard (RN, 24,92 %).
Le second tour des élections est marqué une nouvelle fois par une abstention massive équivalente au premier tour. Les taux de participation sont de 34,36 % au niveau national, 36,7 % dans le département et 41,48 % dans le canton de Poix-de-Picardie. Isabelle de Waziers et Jannick Lefeuvre (Union au centre et à droite) sont élus avec 70,33 % des suffrages exprimés (4 290 voix pour 6 676 votants et 16 094 inscrits),,,.

## Composition

### Composition avant 2015

Situation du canton de Poix-de-Picardie dans le département de la Somme avant 2015.

Le canton de Poix-de-Picardie regroupait 28 communes.
| Nom                          | Code Insee | Codepostal | Superficie (km2) | Population (dernière pop. légale) | Densité (hab./km2) |
| ---------------------------- | ---------- | ---------- | ---------------- | --------------------------------- | ------------------ |
| Poix-de-Picardie (chef-lieu) | 80630      | 80290      | 11,66            | 2 391 (2012)                      | 205                |
| Bergicourt                   | 80083      | 80290      | 6,85             | 160 (2012)                        | 23                 |
| Bettembos                    | 80098      | 80290      | 4,16             | 94 (2012)                         | 23                 |
| Blangy-sous-Poix             | 80106      | 80290      | 8,01             | 188 (2012)                        | 23                 |
| Bussy-lès-Poix               | 80157      | 80290      | 4,40             | 93 (2012)                         | 21                 |
| Caulières                    | 80179      | 80290      | 5,41             | 210 (2012)                        | 39                 |
| Courcelles-sous-Moyencourt   | 80218      | 80290      | 6,78             | 125 (2012)                        | 18                 |
| Croixrault                   | 80227      | 80290      | 8,96             | 438 (2012)                        | 49                 |
| Éplessier                    | 80273      | 80290      | 14,09            | 381 (2012)                        | 27                 |
| Équennes-Éramecourt          | 80276      | 80290      | 9,08             | 306 (2012)                        | 34                 |
| Famechon                     | 80301      | 80290      | 4,84             | 245 (2012)                        | 51                 |
| Fourcigny                    | 80340      | 80290      | 4,55             | 188 (2012)                        | 41                 |
| Fricamps                     | 80365      | 80290      | 5,55             | 151 (2012)                        | 27                 |
| Gauville                     | 80375      | 80290      | 7,32             | 373 (2012)                        | 51                 |
| Guizancourt                  | 80402      | 80290      | 5,94             | 117 (2012)                        | 20                 |
| Hescamps                     | 80436      | 80290      | 34,56            | 530 (2012)                        | 15                 |
| Lachapelle                   | 80455      | 80290      | 2,51             | 70 (2012)                         | 28                 |
| Lamaronde                    | 80460      | 80290      | 2,55             | 64 (2012)                         | 25                 |
| Lignières-Châtelain          | 80479      | 80290      | 6,54             | 341 (2012)                        | 52                 |
| Marlers                      | 80515      | 80290      | 3,93             | 144 (2012)                        | 37                 |
| Meigneux                     | 80525      | 80290      | 3,97             | 165 (2012)                        | 42                 |
| Méréaucourt                  | 80528      | 80290      | 3,04             | 6 (2012)                          | 2                  |
| Morvillers-Saint-Saturnin    | 80573      | 80290      | 12,78            | 418 (2012)                        | 33                 |
| Moyencourt-lès-Poix          | 80577      | 80290      | 10,45            | 166 (2012)                        | 16                 |
| Offignies                    | 80604      | 80290      | 4,47             | 67 (2012)                         | 15                 |
| Sainte-Segrée                | 80719      | 80290      | 2,27             | 60 (2012)                         | 26                 |
| Saulchoy-sous-Poix           | 80728      | 80290      | 3,72             | 61 (2012)                         | 16                 |
| Thieulloy-la-Ville           | 80755      | 80290      | 3,28             | 126 (2012)                        | 38                 |

### Composition à partir de 2015
Le canton de Poix-de-Picardie regroupe 79 communes.
| Nom                                      | Code Insee | Intercommunalité   | Superficie (km2) | Population (dernière pop. légale) | Densité (hab./km2) | Modifier                                    |
| ---------------------------------------- | ---------- | ------------------ | ---------------- | --------------------------------- | ------------------ | ------------------------------------------- |
| Poix-de-Picardie (bureau centralisateur) | 80630      | CC Somme Sud-Ouest | 11,66            | 2 293 (2022)                      | 197                | modifier les données · modifier les données |
| Andainville                              | 80022      | CC Somme Sud-Ouest | 8,35             | 244 (2022)                        | 29                 | modifier les données · modifier les données |
| Arguel                                   | 80026      | CC Somme Sud-Ouest | 2,54             | 32 (2022)                         | 13                 | modifier les données · modifier les données |
| Aumâtre                                  | 80040      | CC Somme Sud-Ouest | 5,57             | 171 (2022)                        | 31                 | modifier les données · modifier les données |
| Aumont                                   | 80041      | CC Somme Sud-Ouest | 3,31             | 128 (2022)                        | 39                 | modifier les données · modifier les données |
| Avesnes-Chaussoy                         | 80048      | CC Somme Sud-Ouest | 6,12             | 66 (2022)                         | 11                 | modifier les données · modifier les données |
| Beaucamps-le-Jeune                       | 80061      | CC Somme Sud-Ouest | 6,72             | 193 (2022)                        | 29                 | modifier les données · modifier les données |
| Beaucamps-le-Vieux                       | 80062      | CC Somme Sud-Ouest | 5,02             | 1 421 (2022)                      | 283                | modifier les données · modifier les données |
| Belloy-Saint-Léonard                     | 80081      | CC Somme Sud-Ouest | 6,55             | 84 (2022)                         | 13                 | modifier les données · modifier les données |
| Bergicourt                               | 80083      | CC Somme Sud-Ouest | 6,85             | 143 (2022)                        | 21                 | modifier les données · modifier les données |
| Bermesnil                                | 80084      | CC Somme Sud-Ouest | 4,10             | 201 (2022)                        | 49                 | modifier les données · modifier les données |
| Bettembos                                | 80098      | CC Somme Sud-Ouest | 4,16             | 96 (2022)                         | 23                 | modifier les données · modifier les données |
| Blangy-sous-Poix                         | 80106      | CC Somme Sud-Ouest | 8,01             | 165 (2022)                        | 21                 | modifier les données · modifier les données |
| Brocourt                                 | 80143      | CC Somme Sud-Ouest | 2,41             | 108 (2022)                        | 45                 | modifier les données · modifier les données |
| Bussy-lès-Poix                           | 80157      | CC Somme Sud-Ouest | 4,40             | 92 (2022)                         | 21                 | modifier les données · modifier les données |
| Cannessières                             | 80169      | CC Somme Sud-Ouest | 3,75             | 61 (2022)                         | 16                 | modifier les données · modifier les données |
| Caulières                                | 80179      | CC Somme Sud-Ouest | 5,41             | 218 (2022)                        | 40                 | modifier les données · modifier les données |
| Cerisy-Buleux                            | 80183      | CC Somme Sud-Ouest | 5,60             | 277 (2022)                        | 49                 | modifier les données · modifier les données |
| Courcelles-sous-Moyencourt               | 80218      | CC Somme Sud-Ouest | 6,78             | 158 (2022)                        | 23                 | modifier les données · modifier les données |
| Croixrault                               | 80227      | CC Somme Sud-Ouest | 8,96             | 457 (2022)                        | 51                 | modifier les données · modifier les données |
| Dromesnil                                | 80259      | CC Somme Sud-Ouest | 5,38             | 83 (2022)                         | 15                 | modifier les données · modifier les données |
| Épaumesnil                               | 80269      | CC Somme Sud-Ouest | 4,74             | 107 (2022)                        | 23                 | modifier les données · modifier les données |
| Éplessier                                | 80273      | CC Somme Sud-Ouest | 14,09            | 342 (2022)                        | 24                 | modifier les données · modifier les données |
| Équennes-Éramecourt                      | 80276      | CC Somme Sud-Ouest | 9,08             | 280 (2022)                        | 31                 | modifier les données · modifier les données |
| Étréjust                                 | 80297      | CC Somme Sud-Ouest | 3,78             | 41 (2022)                         | 11                 | modifier les données · modifier les données |
| Famechon                                 | 80301      | CC Somme Sud-Ouest | 4,84             | 277 (2022)                        | 57                 | modifier les données · modifier les données |
| Fontaine-le-Sec                          | 80324      | CC Somme Sud-Ouest | 7,44             | 142 (2022)                        | 19                 | modifier les données · modifier les données |
| Forceville-en-Vimeu                      | 80330      | CC Somme Sud-Ouest | 2,97             | 231 (2022)                        | 78                 | modifier les données · modifier les données |
| Foucaucourt-Hors-Nesle                   | 80336      | CC Somme Sud-Ouest | 2,94             | 79 (2022)                         | 27                 | modifier les données · modifier les données |
| Fourcigny                                | 80340      | CC Somme Sud-Ouest | 4,55             | 191 (2022)                        | 42                 | modifier les données · modifier les données |
| Framicourt                               | 80343      | CC Somme Sud-Ouest | 5,02             | 157 (2022)                        | 31                 | modifier les données · modifier les données |
| Fresnes-Tilloloy                         | 80354      | CC Somme Sud-Ouest | 3,52             | 211 (2022)                        | 60                 | modifier les données · modifier les données |
| Fresneville                              | 80355      | CC Somme Sud-Ouest | 3,40             | 103 (2022)                        | 30                 | modifier les données · modifier les données |
| Fresnoy-Andainville                      | 80356      | CC Somme Sud-Ouest | 3,96             | 94 (2022)                         | 24                 | modifier les données · modifier les données |
| Frettecuisse                             | 80361      | CC Somme Sud-Ouest | 5,27             | 70 (2022)                         | 13                 | modifier les données · modifier les données |
| Fricamps                                 | 80365      | CC Somme Sud-Ouest | 5,55             | 179 (2022)                        | 32                 | modifier les données · modifier les données |
| Gauville                                 | 80375      | CC Somme Sud-Ouest | 7,32             | 332 (2022)                        | 45                 | modifier les données · modifier les données |
| Guizancourt                              | 80402      | CC Somme Sud-Ouest | 5,94             | 121 (2022)                        | 20                 | modifier les données · modifier les données |
| Hescamps                                 | 80436      | CC Somme Sud-Ouest | 34,56            | 523 (2022)                        | 15                 | modifier les données · modifier les données |
| Heucourt-Croquoison                      | 80437      | CC Somme Sud-Ouest | 5,00             | 107 (2022)                        | 21                 | modifier les données · modifier les données |
| Hornoy-le-Bourg                          | 80443      | CC Somme Sud-Ouest | 51,23            | 1 641 (2022)                      | 32                 | modifier les données · modifier les données |
| Inval-Boiron                             | 80450      | CC Somme Sud-Ouest | 3,32             | 120 (2022)                        | 36                 | modifier les données · modifier les données |
| Lachapelle                               | 80455      | CC Somme Sud-Ouest | 2,51             | 89 (2022)                         | 35                 | modifier les données · modifier les données |
| Lafresguimont-Saint-Martin               | 80456      | CC Somme Sud-Ouest | 26,54            | 556 (2022)                        | 21                 | modifier les données · modifier les données |
| Lamaronde                                | 80460      | CC Somme Sud-Ouest | 2,55             | 56 (2022)                         | 22                 | modifier les données · modifier les données |
| Lignières-Châtelain                      | 80479      | CC Somme Sud-Ouest | 6,54             | 344 (2022)                        | 53                 | modifier les données · modifier les données |
| Lignières-en-Vimeu                       | 80480      | CC Somme Sud-Ouest | 3,29             | 112 (2022)                        | 34                 | modifier les données · modifier les données |
| Liomer                                   | 80484      | CC Somme Sud-Ouest | 3,89             | 385 (2022)                        | 99                 | modifier les données · modifier les données |
| Marlers                                  | 80515      | CC Somme Sud-Ouest | 3,93             | 148 (2022)                        | 38                 | modifier les données · modifier les données |
| Le Mazis                                 | 80522      | CC Somme Sud-Ouest | 3,80             | 108 (2022)                        | 28                 | modifier les données · modifier les données |
| Meigneux                                 | 80525      | CC Somme Sud-Ouest | 3,97             | 179 (2022)                        | 45                 | modifier les données · modifier les données |
| Méréaucourt                              | 80528      | CC Somme Sud-Ouest | 3,04             | 9 (2022)                          | 3,0                | modifier les données · modifier les données |
| Méricourt-en-Vimeu                       | 80531      | CC Somme Sud-Ouest | 3,31             | 104 (2022)                        | 31                 | modifier les données · modifier les données |
| Morvillers-Saint-Saturnin                | 80573      | CC Somme Sud-Ouest | 12,78            | 376 (2022)                        | 29                 | modifier les données · modifier les données |
| Mouflières                               | 80575      | CC Somme Sud-Ouest | 2,76             | 73 (2022)                         | 26                 | modifier les données · modifier les données |
| Moyencourt-lès-Poix                      | 80577      | CC Somme Sud-Ouest | 10,45            | 165 (2022)                        | 16                 | modifier les données · modifier les données |
| Nesle-l'Hôpital                          | 80586      | CC Somme Sud-Ouest | 4,80             | 172 (2022)                        | 36                 | modifier les données · modifier les données |
| Neslette                                 | 80587      | CC Somme Sud-Ouest | 2,07             | 89 (2022)                         | 43                 | modifier les données · modifier les données |
| Neuville-au-Bois                         | 80591      | CC Somme Sud-Ouest | 2,93             | 146 (2022)                        | 50                 | modifier les données · modifier les données |
| Neuville-Coppegueule                     | 80592      | CC Somme Sud-Ouest | 8,66             | 511 (2022)                        | 59                 | modifier les données · modifier les données |
| Offignies                                | 80604      | CC Somme Sud-Ouest | 4,47             | 86 (2022)                         | 19                 | modifier les données · modifier les données |
| Oisemont                                 | 80606      | CC Somme Sud-Ouest | 8,04             | 1 134 (2022)                      | 141                | modifier les données · modifier les données |
| Le Quesne                                | 80651      | CC Somme Sud-Ouest | 1,43             | 243 (2022)                        | 170                | modifier les données · modifier les données |
| Rambures                                 | 80663      | CC Somme Sud-Ouest | 9,90             | 374 (2022)                        | 38                 | modifier les données · modifier les données |
| Saint-Aubin-Rivière                      | 80699      | CC Somme Sud-Ouest | 3,08             | 116 (2022)                        | 38                 | modifier les données · modifier les données |
| Saint-Germain-sur-Bresle                 | 80703      | CC Somme Sud-Ouest | 8,69             | 219 (2022)                        | 25                 | modifier les données · modifier les données |
| Saint-Léger-sur-Bresle                   | 80707      | CC Somme Sud-Ouest | 1,09             | 78 (2022)                         | 72                 | modifier les données · modifier les données |
| Saint-Maulvis                            | 80709      | CC Somme Sud-Ouest | 6,21             | 280 (2022)                        | 45                 | modifier les données · modifier les données |
| Sainte-Segrée                            | 80719      | CC Somme Sud-Ouest | 2,27             | 48 (2022)                         | 21                 | modifier les données · modifier les données |
| Saulchoy-sous-Poix                       | 80728      | CC Somme Sud-Ouest | 3,72             | 79 (2022)                         | 21                 | modifier les données · modifier les données |
| Senarpont                                | 80732      | CC Somme Sud-Ouest | 7,00             | 629 (2022)                        | 90                 | modifier les données · modifier les données |
| Thieulloy-l'Abbaye                       | 80754      | CC Somme Sud-Ouest | 14,66            | 382 (2022)                        | 26                 | modifier les données · modifier les données |
| Thieulloy-la-Ville                       | 80755      | CC Somme Sud-Ouest | 3,28             | 140 (2022)                        | 43                 | modifier les données · modifier les données |
| Le Translay                              | 80767      | CC Somme Sud-Ouest | 5,61             | 234 (2022)                        | 42                 | modifier les données · modifier les données |
| Vergies                                  | 80788      | CC Somme Sud-Ouest | 8,00             | 178 (2022)                        | 22                 | modifier les données · modifier les données |
| Villeroy                                 | 80796      | CC Somme Sud-Ouest | 6,02             | 175 (2022)                        | 29                 | modifier les données · modifier les données |
| Villers-Campsart                         | 80800      | CC Somme Sud-Ouest | 4,45             | 138 (2022)                        | 31                 | modifier les données · modifier les données |
| Vraignes-lès-Hornoy                      | 80813      | CC Somme Sud-Ouest | 5,65             | 95 (2022)                         | 17                 | modifier les données · modifier les données |
| Woirel                                   | 80828      | CC Somme Sud-Ouest | 1,85             | 47 (2022)                         | 25                 | modifier les données · modifier les données |
| Canton de Poix-de-Picardie               | 8021       |                    | 523,41           | 20 336 (2022)                     | 39                 | modifier les données                        |

## Démographie

### Démographie avant 2015
| 1975  | 1982  | 1990  | 1999  | 2006  | 2011  | 2012  |
| ----- | ----- | ----- | ----- | ----- | ----- | ----- |
| 6 618 | 6 599 | 6 487 | 6 858 | 7 409 | 7 677 | 7 678 |

### Démographie depuis 2015
En 2022, le canton comptait 20 336 habitants, en évolution de −2,08 % par rapport à 2016 (Somme : −1,26 %, France hors Mayotte : +2,11 %).
| 2013   | 2018   | 2022   |
| ------ | ------ | ------ |
| 20 739 | 20 701 | 20 336 |